# Sommers (Kempten)
Sommers ist ein Weiler in der Gemarkung Sankt Mang in Kempten (Allgäu).

## Geschichte
Die erste Erwähnung von Sommers war im Jahr 1417.
Im Jahr 1832 hatte der Weiler 4 Häuser mit 30 Einwohnern. 1819 gab es in Sommers 4 Anwesen mit 29 Bewohnern. Im Jahr 1900 sank die Bevölkerungsanzahl um 4. 1954 lebten im Weiler 24 Personen. Nach der letzten Volkszählung vom 25. Mai 1987 hatte Sommers 18 Einwohner in 4 Gebäuden mit Wohnraum bzw. fünf Wohnungen.
Der Weiler gehörte zur Hauptmannschaft Lenzfried. In einer Häuserstatistik um 1800 waren 4 Güter verzeichnet, die zusammen eine Fläche von 177,78 Tagewerk (60,57 Hektar) hatten.
Die 1795 erbaute Kapelle, ein kleiner Putzbau mit Satteldach, ist denkmalgeschützt.
Durch Sommers führen die Höchstspannungsleitungen Vöringen Ost (380 kV) und Füssen West (220 kV).